# Simplexová osnovní vazba
Simplexová vazba je kombinace dvou oboulícních  atlasových vazeb v osnovních pleteninách.

## Způsob výroby
Vyrábí se na osnovním stávku (simplex machine) s   háčkovými jehlami a se dvěma jehelními lůžky. Dva  kladecí přístroje vedou nitě střídavě na přední a zadní lůžko a lišty s  odhazovacími platinami a lisy se vykyvují tak, že je zajištěna nerušená tvorba oček na protějším lůžku. Každé lůžko může  uplést až 300 řádků za minutu.
Imitace simplexu se dá vyrábět na rašlu s trubičkovými jehlami. Kladecí přístroje zde mohou vykonávat  přídavný pohyb kolmo k jehlám, takže stroj pracuje až s 500 obrátkami za minutu.  
Osnovní stávky (prac. šířka 3500 mm) zvlášť stavěné pro simplexové pleteniny se vyráběly jen asi do konce 20. století. Ve 2. dekádě 21. století jsou známé podobně konstruované osnovní stroje s pracovní šířkou 810 mm, s výkonem do 450 obr./min. používané hlavně k výrobě technických pletenin.

## Použití
Simplexové výrobky se používají na vrchní ošacení, rukavice, imitace kůže a technické úplety. Pletenina se může pro ty účely louhovat a broušením povrchu dostane podobu semišové kůže. (Simplex měl nahradit duplexové pleteniny (ze dvou vrstev spojených k sobě rubní stranou) vyráběné např. z velmi jemné bavlněné příze s použitím na rukavice).
Časté je také použití simplexové pleteniny na dámské spodní prádlo, která se vyrábí ze směsí polyamidu a polyesteru s příměsí 20-40% elastanu. V tomto poměru se dosáhne dobrá stabilita v podélném směru a příjemná příčně zaměřená elasticita při nošení 